# Bourbonische Mächte
Unter dem Begriff Bourbonische Mächte versteht man die Königreiche Frankreich und Spanien unter der Herrschaft von Monarchen aus dem Haus Bourbon. 
Frankreich wurde seit der Thronbesteigung Heinrichs IV. 1589, Spanien seit der Thronbesteigung Philipps V. 1700 von Bourbonen regiert. Beide wurden aufgrund von Erbfolgeregelungen König, mussten dieses Erbe aber zunächst in Kriegen durchsetzen. 
Weitere bourbonische Staaten (mit Herrschern aus der spanischen Linie) waren die Königreiche Neapel-Sizilien (seit 1735) und das Herzogtum Parma (seit 1748).
Durch den Abschluss eines sogenannten Bourbonischen Hausvertrages waren die Staaten seit 1733 verbündet. Spanien unterstützte Frankreich daraufhin im Polnischen Thronfolgekrieg, im Österreichischen Erbfolgekrieg, im Siebenjährigen Krieg und im Amerikanischen Unabhängigkeitskrieg. 
Die Herrschaft der französischen Bourbonen endete endgültig mit der Julirevolution von 1830; Spanien hingegen hat heutzutage (wieder) einen König aus dem Haus Bourbon.